# Saxifraga geum
Saxifraga geum är en stenbräckeväxtart som beskrevs av Carl von Linné. Saxifraga geum ingår i Bräckesläktet som ingår i familjen stenbräckeväxter. Inga underarter finns listade i Catalogue of Life.